# لويس ريس
لويس ريس هو ملاكم كيك بوكسينغ برتغالي، ولد في 1 أكتوبر 1980.